# رنف بقال
رنف بقال أو باكال (الاسم العلمي: Delonix baccal)، نوع من الأشجار البقولية. أعطانها الصومال وإثيوبيا وكينيا.